# 우메나이 가즈마
우메나이 가즈마(일본어: 梅内 和磨, 1991년 6월 21일 ~ )는 일본의 축구 선수이다.

## 구단 경력
그는 2014년부터 2019년까지 J리그의 YSCC 요코하마, 그루자 모리오카에서 활동하였다.